# Коста-риканское песо
Коста-риканское песо — валюта Коста-Рики в период с 1850 по 1896 год. Первоначально было разделено на 8 реалов и обращалось вместе с более ранней валютой, реалом, до 1864 года, когда в Коста-Рике была введена децимальная система, и песо было разделено на 100 сентаво. Песо было заменено на колон по номиналу в 1896 году.

## Монеты
В 1850 году были выпущены серебряные монеты номиналом 1⁄16, ⅛ и ¼ песо. В 1864 году были введены серебряные монеты номиналом 25 сентаво и 1 песо. В следующем году за ними последовали купроникелевые монеты номиналом ¼ и 1 сентаво, серебряные 5, 10 и 50 сентаво, а к 1870 году были введены золотые 2, 5 и 10 песо. В 1889 году колумбийские монеты номиналом 50 сентаво были отштампованы и выпущены как монеты номиналом 50 сентаво в Коста-Рике.

## Банкноты
Частные банки выпускали банкноты с 1858 по 1896 год. Первым банкноты выпустил Национальный банк Коста-Рики. Первыми банкнотами были 2 песо, затем 10, 20, 25, 50 и 100 песо. Банк Коста-Рики выпустил банкноты песо в период с 1895 по 1899 год номиналом 1, 2, 5, 10, 20 и 100 песо. Банк де ла Унион выпустил банкноты в период с 1877 по 1889 год номиналом 1, 2, 5, 10, 25, 50 и 100 песо. Ferro Carril de Costa Rica (Коста-Риканские железные дороги) выпустила банкноты в 1872 году достоинством 10, 25 и 50 сентаво, 1, 2 и 5 песо.
В 1865 году правительство ввело бумажные деньги номиналом 1, 5, 10, 25 и 50 песо. В 1871 году были добавлены банкноты номиналом 2 песо.